# Orthogrimmia
Orthogrimmia là một chi rêu trong họ Grimmiaceae.